# Kimble (California)
Kimble è una città fantasma degli Stati Uniti d'America situata nella Contea di Kings, nello Stato della California. Si trovava sulla Southern Pacific Railroad a una distanza di circa 8 km a nordovest di Hanford. Kimble appariva sulle mappe ancora nel 1926.